# Pimpinella rossi
Pimpinella rossi är en flockblommig växtart som beskrevs av Michele Lojacono-Pojero. Pimpinella rossi ingår i släktet bockrötter, och familjen flockblommiga växter. Inga underarter finns listade i Catalogue of Life.